# Эпизоотия ящура в Великобритании (2001)

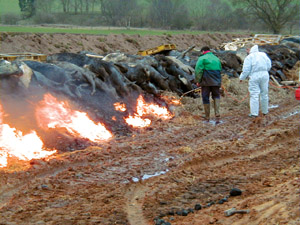
Убитые животные сжигаются

Эпизоотия ящура в Великобритании в 2001 году (англ. 2001 United Kingdom foot-and-mouth outbreak) вызвала кризис в британском сельском хозяйстве и туризме. В ходе неё было зарегистрировано 2000 случаев заболевания на фермах на большой части британской сельской местности. Более 6 миллионов коров и овец были убиты в ходе попыток остановить болезнь. Камбрия была наиболее пострадавшим районом страны, где было зарегистрировано 893 случая болезни.
Для того, чтобы помешать дальнейшему распространению заболевания, были ограничены возможности въезда и выезда населения на заражённые территории, что нанесло ущерб популярности Озерного края как туристического направления и привело к отмене Фестиваля в Челтнеме в том же году, а также Чемпионата Великобритании по ралли сезона 2001 года и отсрочке всеобщих выборов того года на месяц. Кинологическую выставку «Crufts» пришлось перенести на два месяца, с марта на май 2001 года. К тому времени, когда болезнь была остановлена в октябре 2001 года, кризис, по оценкам, обошёлся Великобритании в 8 миллиардов фунтов стерлингов.

## Предыстория
Предыдущая эпидемия ящура в Великобритании произошла в 1967 году и была ограничена небольшой территорией. В отчёте расследовавшей события 1967 года комиссии под руководством герцога Нортумберленда говорилось, что ключом к предотвращению будущих вспышек является скорость реакции на появление больных животных. Рекомендовалось забивать животное, у которого было обнаружено заболевание, на месте и в тот же день, а тушу хоронить в негашёной извести.

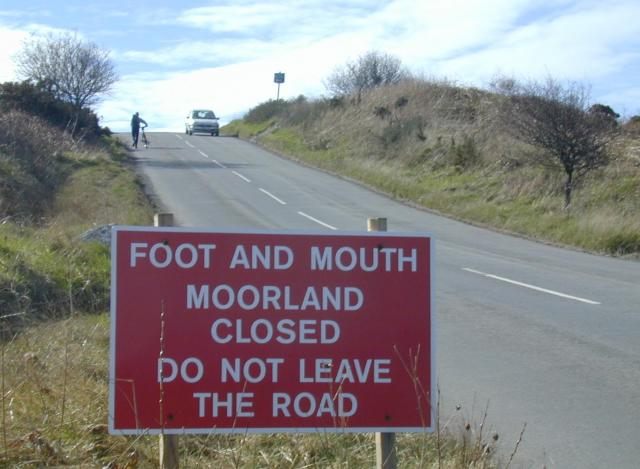
В уведомлении говорится людям, что необходимо держаться подальше от Норт-Йорк-Мурс

В 1980 году благодаря директиве 85/511 Европейского сообщества политика борьбы с ящуром перешла из рук правительства Великобритании на европейский уровень. Директива предусматривала создание защитных зон и зон наблюдения, подтверждение диагноза лабораторными исследованиями, согласование предпринимаемых мер с Еврокомиссией и её Постоянным ветеринарным комитетом. Более ранняя директива 80/68 о защите грунтовых вод предоставила полномочия экологическому агентству запрещать захоронения на фермах и использование негашёной извести без специального разрешения.
За прошедшие годы также произошли значительные изменения в способах ведения сельского хозяйства, в том числе закрылись многие небольшие местные скотобойни, вследствие чего животных для забоя нужно было перевозить на большие расстояния.

## Ход эпизоотии

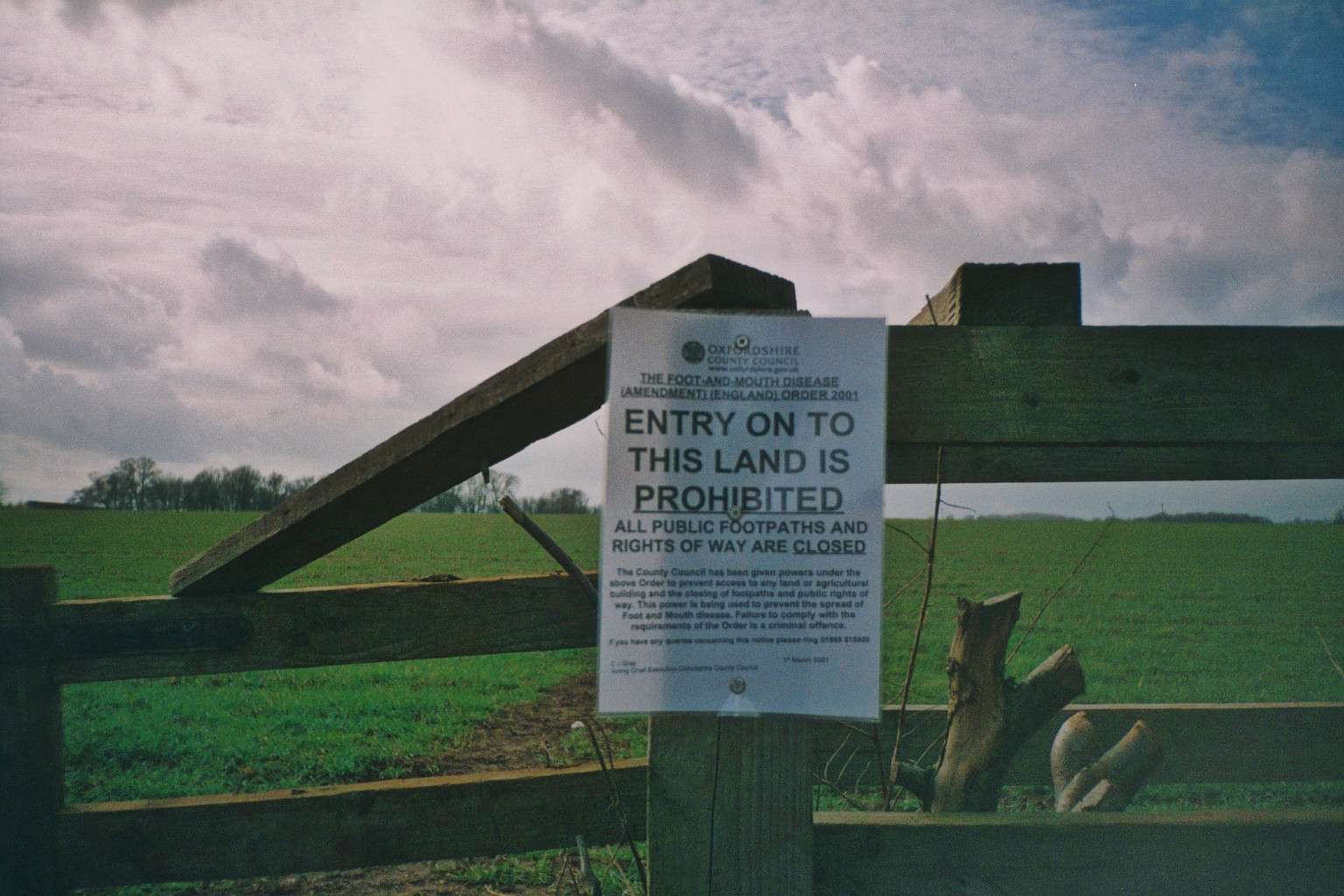
Правительственное уведомление о помещённой на карантин ферме в Оксфордшире

Первый случай заболевания был обнаружен на скотобойне Cheale Meats в Литтл Уорли (Эссекс) 19 февраля 2001 г. у свиней из Бакингемшира и с острова Уайт. В следующие четыре дня в Эссексе было объявлено ещё о нескольких случаях. На 23 февраля в Хеддон-он-Уолл (Нортамберленд) был подтверждён новый случай заболевания, причём у животного с фермы, которая уже фигурировала в отчётах из Эссекса; позже было установлена, что именно эта ферма была источником инфекции, а её владелец Бобби Во из пригорода Сандерленда был признан виновным в том, что не сообщил властям о первых признаках болезни у своих животных, и в том, что кормил их непереработанными отходами, ему было запрещено содержать на ферме сельскохозяйственных животных на срок 15 лет.
До конца февраля были обнаружены заболевшие животные в Девоншире и Северном Уэльсе, к началу марта болезнь распространилась на Корнуолл, южную Шотландию и Озёрный край, где случаев болезни оказалось особенно много.
Министерство сельского хозяйства, рыболовства и продовольствия ввело политику «непрерывной выбраковки» — забоя всех животных в пределах 3 км (1,9 миль) от обнаруженного случая болезни, однако эта мера распространялась только на овец, но не на коров и свиней. Однако при невозможности утилизации забитых животных на месте их приходилось доставлять на завод по переработке в Уиднес, в результате чего трупы заражённых животных вывозили через свободную от заболевания территорию.

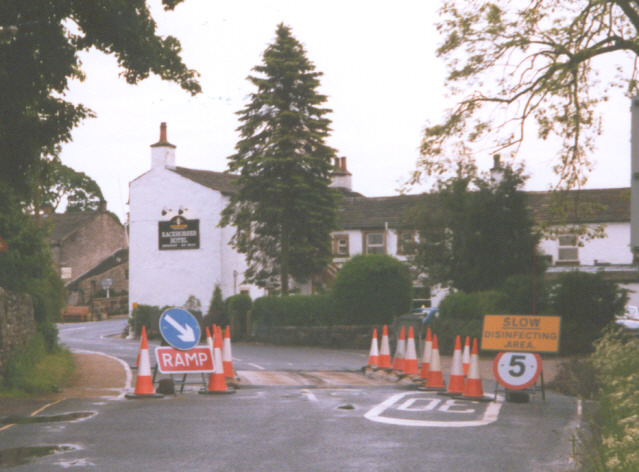
Ванна для дезинфекции колёс транспортных средств, чтобы попытаться остановить распространение

К 16 марта число случаев заболевания достигло 240. К концу марта болезнь в Великобритании достигла своего пика — до 50 новых случаев в день.
По поручению министерства химик Дэвид Кинг и эпидемиолог Рой Андерсон приступили к выработке программы по борьбе с эпизоотией. В апреле Кинг объявил, что болезнь находится «полностью под контролем». Продажа британских свиней, коров и овец была полностью остановлена, принимались широкомасштабные меры для предотвращения переноса болезни людьми (на обуви и одежде). Выбраковка привела к забою 80-90 тысяч животных в неделю, для этого пришлось привлечь подразделения британской армии под командованием бригадного генерала Александра Бертуистла. К лету эпизоотия была, в целом, пресечена: с мая по сентябрь регистрировалось около пяти случаев в день.
Последний случай заболевания был зарегистрирован 30 сентября, но выбраковка с забоем продолжались до конца года, только 14 января 2002 года Великобритания объявила о прекращении эпизоотии.

## В других европейских странах

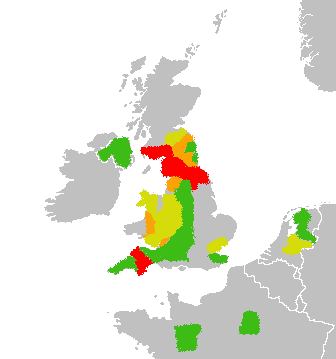
Очаги заболевания в Западной Европе в 2001 году

В марте ящур был обнаружен в Нидерландах, всего было зарегистрировано 25 случаев. Распространение болезни было быстро пресечено вакцинацией. Однако в силу директив ЕС все вакцинированные животные в конце концов были забиты, в результате было уничтожено от 250 до 270 тысяч голов крупного рогатого скота, больше чем в Великобритании.
Одновременно случай ящура был выявлен в Ирландии в стаде овец в Дженкинстауне, графство Лаут; в пределах фермы был забит весь скот. Спецназ Вооружённых сил Ирландии провёл также отстрел в регионе оленей и других диких животных, способных переносить болезнь. Эпизоотия сильно повлияла на ирландскую продовольственную и туристическую индустрию. Фестиваль в честь Дня Святого Патрика был перенесён на два месяца, три матча с участием Сборной Ирландии по регби в Кубке шести наций были отложены до осени, мировой чемпионат по ирландским танцам был отменён. По всей стране большинство общественных мероприятий и собраний были отменены, доступ на фермы ограничен, а на вокзалах, в общественных зданиях и университетских городках были установлены дезинфицирующие коврики.
Во Франции было зарегистрировано два случая болезни — 13 марта и 23 марта. Бельгия, Испания, Люксембург и Германия провели несколько забоев в порядке предосторожности, но все тесты в конечном итоге оказались отрицательными. Несколько ложных тревог, не имевших последствий, случились в Финляндии, Швеции, Дании и Италии. Все остальные европейские страны ввели ограничения на ввоз скота из заражённых или потенциально заражённых стран.

## Политические последствия
Из-за эпизоотии в Великобритании впервые со времён Второй мировой войны были перенесены выборы: явка большого количества фермеров на избирательные участки могло вызвать новые вспышки болезни, а кроме того, политическая агитация была сочтена неуместной в условиях, когда все усилия должны были быть направлены на борьбу с заболеванием. 2 апреля премьер-министр Тони Блэр заявил о переносе выборов, лидер оппозиции Уильям Хейг согласился с этим решением и даже предложил увеличить отсрочку, чтобы убедиться, что эпизоотия действительно остановлена до конца. В результате всеобщие выборы 2001 года, а также местные выборы, были проведены 7 июня, на месяц позже предполагавшегося срока.
После выборов вновь возглавивший правительство Блэр объявил о присоединении министерства сельского хозяйства, рыболовства и продовольствия, как не справившегося с эпизоотией достаточно быстро и эффективно, к министерству окружающей среды, транспорта и регионов.

## Медицинские и социальные последствия
Министерство здравоохранения спонсировало долгосрочный исследовательский проект по изучению медицинских и социальных последствий эпизоотии ящура в 2001 году. Исследовательскую группу возглавляла доктор Мэгги Морт из Ланкастерского университета, а полевые исследования проводились в период до 2003 года. Внимание было сосредоточено на Камбрии как на районе, наиболее пострадавшем от эпидемии; чтобы задокументировать последствия вспышки ящура для жизни людей, данные о них были собраны с помощью интервью, фокус-групп и индивидуальных дневников. В 2008 году на основе этого исследования была опубликована книга под названием «Болезни животных и человеческие травмы, эмоциональная география катастроф» (англ. Animal disease and human trauma : emotional geographies of disaster).
Согласно правилам Евросоюза, компенсацию получили фермеры, чьи животные были забиты в ходе борьбы с эпизоотией; те, кто пострадал косвенно, от различных ограничений и запретов, на компенсацию претендовать не могли.